# Yıldıray Baştürk
Yıldıray Baştürk (Herne, 24 dicembre 1978) è un dirigente sportivo ed ex calciatore turco, di ruolo centrocampista.
Si è classificato al nono posto nella graduatoria del Pallone d'oro 2002.

## Biografia
Possiede il passaporto tedesco.

## Carriera

### Giocatore

#### Club

##### Inizi
Cresciuto nel Wattenscheid 09, nel 1996 è stato inserito nella rosa della prima squadra, ma non ha collezionato alcuna presenza.
Nel 1997 è passato al Bochum, club militante in Bundesliga. Ha debuttato in Bundesliga l'8 agosto 1997, nell'incontro VfL Bochum-MSV Duisburg (0-0), subentrando a Norbert Hofmann al minuto 78. Il 21 ottobre 1997 ha esordito nelle competizioni europee, subentrando a Thomas Stickroth al minuto 87 nell'incontro di Coppa UEFA Club Bruges-VfL Bochum (1-0). Ha militato nel club biancoazzurro fino al 2001, totalizzando 104 presenze e 13 reti in campionato.

##### Bayer Leverkusen
Nel 2001 si è trasferito al Bayer Leverkusen. Il debutto con la nuova maglia è avvenuto il 28 luglio 2001, nell'incontro di campionato Bayer Leverkusen-Wolfsburg (2-1). In questa stagione, inoltre, ha debuttato in Champions League, disputando il suo primo incontro nella competizione l'8 agosto 2001, nella gara di andata del terzo turno di qualificazione Stella Rossa-Bayer Leverkusen (0-0). Ha militato nel club rossonero fino al 2004, totalizzando 73 presenze e 8 reti in campionato.

##### Hertha Berlino
Nell'estate 2004, terminato il proprio contratto con il Bayer Leverkusen, ha firmato un contratto triennale l'Hertha Berlino. Il debutto in campionato è avvenuto il 2 ottobre 2004, in 1.FC Kaiserslautern-Hertha Berlino (0-2). Ha militato nel club berlinese per tre stagioni, totalizzando 71 apparizioni e 14 reti in campionato.

##### Ultimi anni
Rimasto svincolato, nell'estate 2007 è stato ingaggiato dallo Stoccarda. Il debutto con la nuova maglia è avvenuto il 19 settembre 2007, nell'incontro di Champions League Glasgow Rangers-VfB Stoccarda (2-1). Ha militato nelle file dello Stoccarda fino al 2010, totalizzando 31 presenze e 4 reti in campionato.
Il 27 gennaio 2010, risolto il contratto con lo Stoccarda, ha firmato un contratto con il Blackburn Rovers fino al termine della stagione. Con i Rovers ha giocato una sola gara in prima squadra, cioè l'incontro di campionato Wolverhampton Wanderers-Blackburn Rovers (1-1). Al termine della stagione il contratto non è stato rinnovato.
Il 28 maggio 2011, dopo una stagione da svincolato, ha ufficializzato il suo ritiro dal calcio giocato.

#### Nazionale
Ha debuttato in Nazionale maggiore il 21 gennaio 1998, nell'amichevole Turchia-Albania (1-4), subentrando ad Oğuz Çetin al minuto 88. Ha messo a segno la sua prima rete con la maglia della Nazionale il 14 novembre 2001, in Turchia-Austria (5-0), siglando il gol del momentaneo 1-0 al minuto 21 del primo tempo. Ha partecipato, con la Nazionale turca, ai Mondiali 2002 e alla FIFA Confederations Cup 2003, competizioni nelle quali la selezione turca ha ottenuto il terzo posto finale. È sceso in campo, inoltre, nelle qualificazioni ai Mondiali 2002 e 2006 e nelle qualificazioni agli Europei 2004 e 2008. Ha collezionato in totale, con la maglia della Nazionale maggiore, 49 presenze e 2 reti.

### Dirigente
Nel dicembre 2016 è entrato nel consiglio di amministrazione del Tuzlaspor, club turco militante in seconda serie.

## Statistiche

### Presenza e reti nei club
| Stagione                | Squadra                 | Campionato              | Campionato | Campionato | Coppe nazionali | Coppe nazionali | Coppe nazionali | Coppe continentali | Coppe continentali | Coppe continentali | Altre coppe | Altre coppe | Altre coppe | Totale | Totale |
| Stagione                | Squadra                 | Comp                    | Pres       | Reti       | Comp            | Pres            | Reti            | Comp               | Pres               | Reti               | Comp        | Pres        | Reti        | Pres   | Reti   |
| ----------------------- | ----------------------- | ----------------------- | ---------- | ---------- | --------------- | --------------- | --------------- | ------------------ | ------------------ | ------------------ | ----------- | ----------- | ----------- | ------ | ------ |
| 1996-1997               | Wattenscheid 09         | 2BL                     | 0          | 0          | DFBP            | 0               | 0               | -                  | -                  | -                  | -           | -           | -           | 0      | 0      |
| 1997-1998               | Bochum                  | BL                      | 17         | 1          | DFBP            | 1               | 0               | UEFA               | 1                  | 0                  | -           | -           | -           | 19     | 1      |
| 1998-1999               | Bochum                  | BL                      | 28         | 1          | DFBP            | 3               | 0               | -                  | -                  | -                  | -           | -           | -           | 31     | 1      |
| 1999-2000               | Bochum                  | 2BL                     | 30         | 7          | DFBP            | 4               | 4               | -                  | -                  | -                  | -           | -           | -           | 34     | 11     |
| 2000-2001               | Bochum                  | BL                      | 29         | 4          | DFBP            | 3               | 3               | -                  | -                  | -                  | -           | -           | -           | 32     | 7      |
| Totale Bochum           | Totale Bochum           | Totale Bochum           | 104        | 13         |                 | 11              | 7               |                    | 1                  | 0                  |             | -           | -           | 116    | 20     |
| 2001-2002               | Bayer Leverkusen        | BL                      | 30         | 3          | DFBP            | 5               | 0               | UCL                | 19                 | 1                  | DFBLP       | 1           | 0           | 55     | 4      |
| 2002-2003               | Bayer Leverkusen        | BL                      | 26         | 3          | DFBP            | 4               | 0               | UCL                | 11                 | 0                  | -           | -           | -           | 41     | 3      |
| 2003-2004               | Bayer Leverkusen        | BL                      | 17         | 2          | DFBP            | 1               | 0               | -                  | -                  | -                  | -           | -           | -           | 18     | 2      |
| Totale Bayer Leverkusen | Totale Bayer Leverkusen | Totale Bayer Leverkusen | 73         | 8          |                 | 10              | 0               |                    | 30                 | 1                  |             | 1           | 0           | 114    | 9      |
| 2004-2005               | Hertha Berlino          | BL                      | 25         | 7          | DFBP            | 0               | 0               | -                  | -                  | -                  | -           | -           | -           | 25     | 7      |
| 2005-2006               | Hertha Berlino          | BL                      | 27         | 6          | DFBP            | 2               | 0               | UEFA               | 7                  | 0                  | -           | -           | -           | 36     | 6      |
| 2006-2007               | Hertha Berlino          | BL                      | 19         | 1          | DFBP            | 2               | 2               | Intertoto+UEFA     | 2+3                | 1+0                | DFLLP       | 1           | 0           | 27     | 4      |
| Totale Hertha Berlino   | Totale Hertha Berlino   | Totale Hertha Berlino   | 71         | 14         |                 | 4               | 2               |                    | 12                 | 1                  |             | 1           | 0           | 88     | 17     |
| 2007-2008               | Stoccarda               | BL                      | 26         | 4          | DFBP            | 3               | 0               | UCL                | 4                  | 0                  | -           | -           | -           | 33     | 4      |
| 2008-2009               | Stoccarda               | BL                      | 4          | 0          | DFBP            | 1               | 0               | Intertoto+UEFA     | 2+2                | 0+0                | -           | -           | -           | 9      | 0      |
| 2009-gen. 2010          | Stoccarda               | BL                      | 1          | 0          | DFBP            | 0               | 0               | UCL                | 0                  | 0                  | -           | -           | -           | 1      | 0      |
| Totale Stoccarda        | Totale Stoccarda        | Totale Stoccarda        | 31         | 4          |                 | 4               | 0               |                    | 8                  | 0                  |             | -           | -           | 43     | 4      |
| gen.-giu. 2010          | Blackburn               | PL                      | 1          | 0          | FA+FLC          | 0+0             | 0+0             | -                  | -                  | -                  | -           | -           | -           | 1      | 0      |
| Totale carriera         | Totale carriera         | Totale carriera         | 280        | 39         |                 | 29              | 9               |                    | 51                 | 2                  |             | 2           | 0           | 362    | 50     |

### Cronologia presenze e reti in nazionale
| Cronologia completa delle presenze e delle reti in nazionale ― Turchia | Cronologia completa delle presenze e delle reti in nazionale ― Turchia | Cronologia completa delle presenze e delle reti in nazionale ― Turchia | Cronologia completa delle presenze e delle reti in nazionale ― Turchia | Cronologia completa delle presenze e delle reti in nazionale ― Turchia | Cronologia completa delle presenze e delle reti in nazionale ― Turchia | Cronologia completa delle presenze e delle reti in nazionale ― Turchia | Cronologia completa delle presenze e delle reti in nazionale ― Turchia |
| Data                                                                   | Città                                                                  | In casa                                                                | Risultato                                                              | Ospiti                                                                 | Competizione                                                           | Reti                                                                   | Note                                                                   |
| ---------------------------------------------------------------------- | ---------------------------------------------------------------------- | ---------------------------------------------------------------------- | ---------------------------------------------------------------------- | ---------------------------------------------------------------------- | ---------------------------------------------------------------------- | ---------------------------------------------------------------------- | ---------------------------------------------------------------------- |
| 21-1-1998                                                              | Antalya                                                                | Turchia                                                                | 1 – 4                                                                  | Albania                                                                | Amichevole                                                             | -                                                                      | 88’                                                                    |
| 25-4-2001                                                              | Gaziantep                                                              | Turchia                                                                | 0 – 2                                                                  | Albania                                                                | Amichevole                                                             | -                                                                      | 59’                                                                    |
| 2-6-2001                                                               | Istanbul                                                               | Turchia                                                                | 3 – 0                                                                  | Azerbaigian                                                            | Qual. Mondiali 2002                                                    | -                                                                      | 60’                                                                    |
| 6-6-2001                                                               | Istanbul                                                               | Turchia                                                                | 3 – 3                                                                  | Macedonia                                                              | Qual. Mondiali 2002                                                    | -                                                                      | 69’                                                                    |
| 15-8-2001                                                              | Oslo                                                                   | Norvegia                                                               | 1 – 1                                                                  | Turchia                                                                | Amichevole                                                             | -                                                                      | 72’                                                                    |
| 1-9-2001                                                               | Bratislava                                                             | Slovacchia                                                             | 0 – 1                                                                  | Turchia                                                                | Qual. Mondiali 2002                                                    | -                                                                      | 62’                                                                    |
| 5-9-2001                                                               | Istanbul                                                               | Turchia                                                                | 1 – 2                                                                  | Svezia                                                                 | Qual. Mondiali 2002                                                    | -                                                                      | 62’                                                                    |
| 6-10-2001                                                              | Chișinău                                                               | Moldavia                                                               | 0 – 3                                                                  | Turchia                                                                | Qual. Mondiali 2002                                                    | -                                                                      | 68’                                                                    |
| 10-11-2001                                                             | Vienna                                                                 | Austria                                                                | 0 – 1                                                                  | Turchia                                                                | Qual. Mondiali 2002                                                    | -                                                                      | 70’                                                                    |
| 14-11-2001                                                             | Istanbul                                                               | Turchia                                                                | 5 – 0                                                                  | Austria                                                                | Qual. Mondiali 2002                                                    | 1                                                                      | 42’                                                                    |
| 12-2-2002                                                              | Breda                                                                  | Turchia                                                                | 0 – 1                                                                  | Ecuador                                                                | Amichevole                                                             | -                                                                      | 46’ 72’                                                                |
| 26-3-2002                                                              | Bochum                                                                 | Turchia                                                                | 0 – 0                                                                  | Corea del Sud                                                          | Amichevole                                                             | -                                                                      | 60’                                                                    |
| 23-5-2002                                                              | Hong Kong                                                              | Sudafrica                                                              | 2 – 0                                                                  | Turchia                                                                | Amichevole                                                             | -                                                                      | 55’                                                                    |
| 3-6-2002                                                               | Ulsan                                                                  | Brasile                                                                | 2 – 1                                                                  | Turchia                                                                | Mondiali 2002 - 1º turno                                               | -                                                                      | 66’                                                                    |
| 9-6-2002                                                               | Incheon                                                                | Costa Rica                                                             | 1 – 1                                                                  | Turchia                                                                | Mondiali 2002 - 1º turno                                               | -                                                                      | 66’                                                                    |
| 13-6-2002                                                              | Seul                                                                   | Turchia                                                                | 3 – 0                                                                  | Cina                                                                   | Mondiali 2002 - 1º turno                                               | -                                                                      | 70’                                                                    |
| 18-6-2002                                                              | Rifu                                                                   | Giappone                                                               | 0 – 1                                                                  | Turchia                                                                | Mondiali 2002 - Ottavi di finale                                       | -                                                                      | 90’                                                                    |
| 22-6-2002                                                              | Osaka                                                                  | Senegal                                                                | 0 – 1 gg                                                               | Turchia                                                                | Mondiali 2002 - Quarti di finale                                       | -                                                                      |                                                                        |
| 26-6-2002                                                              | Saitama                                                                | Brasile                                                                | 1 – 0                                                                  | Turchia                                                                | Mondiali 2002 - Semifinale                                             | -                                                                      | 88’                                                                    |
| 29-6-2002                                                              | Taegu                                                                  | Corea del Sud                                                          | 2 – 3                                                                  | Turchia                                                                | Mondiali 2002 - Finale 3º posto                                        | -                                                                      | 86’                                                                    |
| 21-8-2002                                                              | Trebisonda                                                             | Turchia                                                                | 3 – 0                                                                  | Georgia                                                                | Amichevole                                                             | -                                                                      | 60’                                                                    |
| 7-9-2002                                                               | Istanbul                                                               | Turchia                                                                | 3 – 0                                                                  | Slovacchia                                                             | Qual. Euro 2004                                                        | -                                                                      |                                                                        |
| 12-10-2002                                                             | Skopje                                                                 | Macedonia                                                              | 1 – 2                                                                  | Turchia                                                                | Qual. Euro 2004                                                        | -                                                                      | 36’                                                                    |
| 20-11-2002                                                             | Pescara                                                                | Italia                                                                 | 1 – 1                                                                  | Turchia                                                                | Amichevole                                                             | -                                                                      | 46’                                                                    |
| 12-2-2003                                                              | Smirne                                                                 | Turchia                                                                | 0 – 0                                                                  | Ucraina                                                                | Amichevole                                                             | -                                                                      | 77’                                                                    |
| 2-4-2003                                                               | Sunderland                                                             | Inghilterra                                                            | 2 – 0                                                                  | Turchia                                                                | Qual. Euro 2004                                                        | -                                                                      | 70’                                                                    |
| 30-4-2003                                                              | Teplice                                                                | Rep. Ceca                                                              | 4 – 0                                                                  | Turchia                                                                | Amichevole                                                             | -                                                                      |                                                                        |
| 7-6-2003                                                               | Bratislava                                                             | Slovacchia                                                             | 0 – 1                                                                  | Turchia                                                                | Qual. Euro 2004                                                        | -                                                                      | 48’ 80’                                                                |
| 21-6-2003                                                              | Saint-Denis                                                            | Camerun                                                                | 1 – 0                                                                  | Turchia                                                                | Conf. Cup 2003 - 1º turno                                              | -                                                                      | 45’                                                                    |
| 23-6-2003                                                              | Saint-Étienne                                                          | Brasile                                                                | 2 – 2                                                                  | Turchia                                                                | Conf. Cup 2003 - 1º turno                                              | -                                                                      |                                                                        |
| 26-6-2003                                                              | Saint-Denis                                                            | Francia                                                                | 3 – 2                                                                  | Turchia                                                                | Conf. Cup 2003 - Semifinale                                            | -                                                                      | 81’                                                                    |
| 28-4-2004                                                              | Bruxelles                                                              | Belgio                                                                 | 2 – 3                                                                  | Turchia                                                                | Amichevole                                                             | 1                                                                      | 46’                                                                    |
| 2-6-2004                                                               | Seul                                                                   | Corea del Sud                                                          | 0 – 1                                                                  | Turchia                                                                | Amichevole                                                             | -                                                                      | 70’                                                                    |
| 5-6-2004                                                               | Taegu                                                                  | Corea del Sud                                                          | 2 – 1                                                                  | Turchia                                                                | Amichevole                                                             | -                                                                      | 73’                                                                    |
| 17-11-2004                                                             | Istanbul                                                               | Turchia                                                                | 0 – 3                                                                  | Ucraina                                                                | Qual. Mondiali 2006                                                    | -                                                                      | 53’                                                                    |
| 26-3-2005                                                              | Istanbul                                                               | Turchia                                                                | 2 – 0                                                                  | Albania                                                                | Qual. Mondiali 2006                                                    | -                                                                      |                                                                        |
| 30-3-2005                                                              | Tbilisi                                                                | Georgia                                                                | 2 – 5                                                                  | Turchia                                                                | Qual. Mondiali 2006                                                    | -                                                                      | 46’                                                                    |
| 4-6-2005                                                               | Istanbul                                                               | Turchia                                                                | 0 – 0                                                                  | Grecia                                                                 | Qual. Mondiali 2006                                                    | -                                                                      | 45+1’, 90’                                                             |
| 3-9-2005                                                               | Istanbul                                                               | Turchia                                                                | 2 – 2                                                                  | Danimarca                                                              | Qual. Mondiali 2006                                                    | -                                                                      | 46’                                                                    |
| 8-10-2005                                                              | Istanbul                                                               | Turchia                                                                | 2 – 1                                                                  | Germania                                                               | Amichevole                                                             | -                                                                      | 46’                                                                    |
| 12-10-2005                                                             | Tirana                                                                 | Albania                                                                | 0 – 1                                                                  | Turchia                                                                | Qual. Mondiali 2006                                                    | -                                                                      | 46’                                                                    |
| 16-11-2005                                                             | Istanbul                                                               | Turchia                                                                | 4 – 2                                                                  | Svizzera                                                               | Qual. Mondiali 2006                                                    | -                                                                      | 81’                                                                    |
| 1-3-2006                                                               | Smirne                                                                 | Turchia                                                                | 2 – 2                                                                  | Rep. Ceca                                                              | Amichevole                                                             | -                                                                      | 46’                                                                    |
| 16-8-2006                                                              | Lussemburgo                                                            | Lussemburgo                                                            | 0 – 1                                                                  | Turchia                                                                | Amichevole                                                             | -                                                                      | 71’                                                                    |
| 6-9-2006                                                               | Francoforte                                                            | Turchia                                                                | 2 – 0                                                                  | Malta                                                                  | Qual. Euro 2008                                                        | -                                                                      | 46’                                                                    |
| 2-6-2007                                                               | Sarajevo                                                               | Bosnia ed Erzegovina                                                   | 3 – 2                                                                  | Turchia                                                                | Qual. Euro 2008                                                        | -                                                                      | 62’ 90’                                                                |
| 5-6-2007                                                               | Dortmund                                                               | Brasile                                                                | 0 – 0                                                                  | Turchia                                                                | Amichevole                                                             | -                                                                      | 10’ 75’                                                                |
| 6-2-2008                                                               | Istanbul                                                               | Turchia                                                                | 0 – 0                                                                  | Svezia                                                                 | Amichevole                                                             | -                                                                      | 46’                                                                    |
| 25-5-2008                                                              | Bochum                                                                 | Uruguay                                                                | 3 – 2                                                                  | Turchia                                                                | Amichevole                                                             | -                                                                      | 64’                                                                    |
| Totale                                                                 |                                                                        | Presenze                                                               | 49                                                                     |                                                                        | Reti                                                                   | 2                                                                      |                                                                        |

## Palmarès

### Club

#### Competizioni nazionali
- Fußball-Regionalliga: 1

Wattenscheid 09: 1996-1997